# Pesi mosca leggeri
I Pesi mosca leggeri chiamati anche mosca junior o minimosca (light flyweight in inglese) sono una categoria di peso del pugilato.

## Limiti di peso
Il limite di peso per combattere in questa categoria a livello professionistico è di 108 libbre, ovvero 48,99 chilogrammi.
La categoria di peso mosca leggeri va dai 49 kg in giù per i dilettanti.
La categoria nacque nel 1920, quando l'amministrazione comunale della città di New York, nell'ambito della legalizzazione dello sport del pugilato, riconobbe una categoria denominata "junior flyweight", con un limite di peso fissato sulle 99 libbre. L'anno successivo, nel 1921, anche la National Boxing Association riconobbe questa categoria di peso, per poi tornare sui suoi passi all'inizio del 1922. Il "colpo finale" alla categoria avvenne nel 1929, quando la New York State Athletic Commission abolì la categoria e, da quel momento in poi, non venne più incoronato nessun campione professionistico.
Fu la WBC a decidere di riesumare la categoria dei pesi mosca leggeri negli anni '70: il primo ad essere nominato campione mondiale di questa categoria fu l'italiano Franco Udella nel 1975. Nello stesso anno anche la WBA ripristinò la categoria (con l'assegnazione del titolo a Jaime Rios, che batté Rigoberto Marcano dopo un match sulla lunghezza di 15 riprese), seguita nel 1983 dalla IBF, con il titolo mondiale assegnato a Dodie Boy Penalosa.
Il primo incontro fra due detentori di titoli mondiale (quello che in gergo viene denominato come "superfight") venne combattuto il 13 marzo 1993, con lo scontro fra il campione IBF Michael Carbajal e il campione WBC Humberto González, vinto dal primo per KO. La rivincita fra i due, disputata il 19 febbraio 1994, fu il primo incontro in cui un pugile della categoria dei pesi mosca leggeri (Carbajal) riuscì a sfondare il muro del milione di dollari di borsa.
A detenere il record di difese di un titolo mondiale in questa categoria è il coreano Yuh Myung-woo, con 17 difese consecutive del suo titolo WBA.

## Campioni professionisti

### Uomini
Dati aggiornati al 13 marzo 2023. Fonte: BoxRec.
| Federazione | Dal | Campione                | Record         | Difese | Prossima difesa | Avversario                   |
| ----------- | --- | ----------------------- | -------------- | ------ | --------------- | ---------------------------- |
| WBA         | 1 novembre 2022 | Kenshiro Teraji (Super) | 21-1-0 (13 KO) | 1      |                 |                              |
| WBA         | - L'8 aprile 2023, il giapponese Kenshiro Teraji è riuscito a difendere con successo per la prima volta la corona WBA dei pesi mosca leggeri, battendo lo sfidante statunitense Anthony Olascuaga con un KO tecnico alla 9ª ripresa. |                         |                |        |                 |                              |
| WBC         | 20 maggio 2017 | Kenshiro Teraji         | 21-1-0 (13 KO) | 12     |                 |                              |
| WBC         | - L'8 aprile 2023, il giapponese Kenshiro Teraji è riuscito a difendere per la 12ª volta con successo la corona WBC dei pesi mosca leggeri, battendo lo sfidante statunitense Anthony Olascuaga con un KO tecnico alla 9ª ripresa. |                         |                |        |                 |                              |
| WBO         | 16 ottobre 2021 | Jonathan González       | 27-3-1 (14 KO) | 2      |                 |                              |
| IBF         | 3 settembre 2022 | Sivenathi Nontshinga    | 11-0-0 (9 KO)  | 0      | 16 giugno 2023  | Regie Suganob (13-0-0; 4 KO) |
| IBF         | - Il 28 febbraio 2023, la IBF ha imposto la difesa obbligatoria a carico del campione sudafricano Nontshinga contro il filippino Regie Suganob, imponendo ai due il limite dell'11 aprile 2023 per trovare un accordo; in caso contrario, la IBF stabilirà il diritto di promuovere la sfida attraverso la procedura della purse bid. - Il 5 aprile 2023 è stato reso noto l'accordo tra i due sfidanti per il titolo IBF, i quali si sfideranno in Sudafrica il 16 giugno 2023. |                         |                |        |                 |                              |

### Donne
Dati aggiornati al 13 marzo 2023. Fonte: BoxRec.
| Federazione | Dal | Campione                   | Record        | Difese | Prossima difesa | Avversario |
| ----------- | --- | -------------------------- | ------------- | ------ | --------------- | ---------- |
| WBA         | 11 marzo 2022 | Jessica Neri Plata (Super) | 29-2-0 (3 KO) | 1      |                 |            |
| WBC         | 1 dicembre 2022 | Jessica Neri Plata         | 29-2-0 (3 KO) | 0      |                 |            |
| WBO         | 10 marzo 2023 | Evelyn Bermúdez            | 18-1-1 (6 KO) | 0      |                 |            |
| WBO         | Il 10 marzo 2023 l'argentina Evelyn Bermúdez è riuscita a riconquistare i titoli WBO e IBF dei pesi mosca leggeri battendo per decisione unanime la messicana Tania Énriquez. I due titoli mondiali in palio erano vacanti dato che la precedente campionessa, Yokasta Valle, aveva rinunciato ad essi per combattere nella categoria inferiore. |                            |               |        |                 |            |
| IBF         | 10 marzo 2023 | Evelyn Bermúdez            | 18-1-1 (6 KO) | 0      |                 |            |
| IBF         | Il 10 marzo 2023 l'argentina Evelyn Bermúdez è riuscita a riconquistare i titoli WBO e IBF dei pesi mosca leggeri battendo per decisione unanime la messicana Tania Énriquez. I due titoli mondiali in palio erano vacanti dato che la precedente campionessa, Yokasta Valle, aveva rinunciato ad essi per combattere nella categoria inferiore. |                            |               |        |                 |            |

## Campioni olimpici
- 1968 –  Francisco Rodríguez
- 1972 –  György Gedó
- 1976 –  Jorge Hernández
- 1980 –  Darkum Neik
- 1984 –  Paul Gonzales
- 1988 –  Ivailo Marinov
- 1992 –  Rogelio Marcelo
- 1996 –  Daniel Petrov
- 2000 –  Brahim Asloum
- 2004 –  Yan Bartelemí
- 2008 –  Zou Shiming
- 2012 –  Zou Shiming
- 2016 –  Hasanboy Dusmatov